# انتفاضة 2 مايو 1808

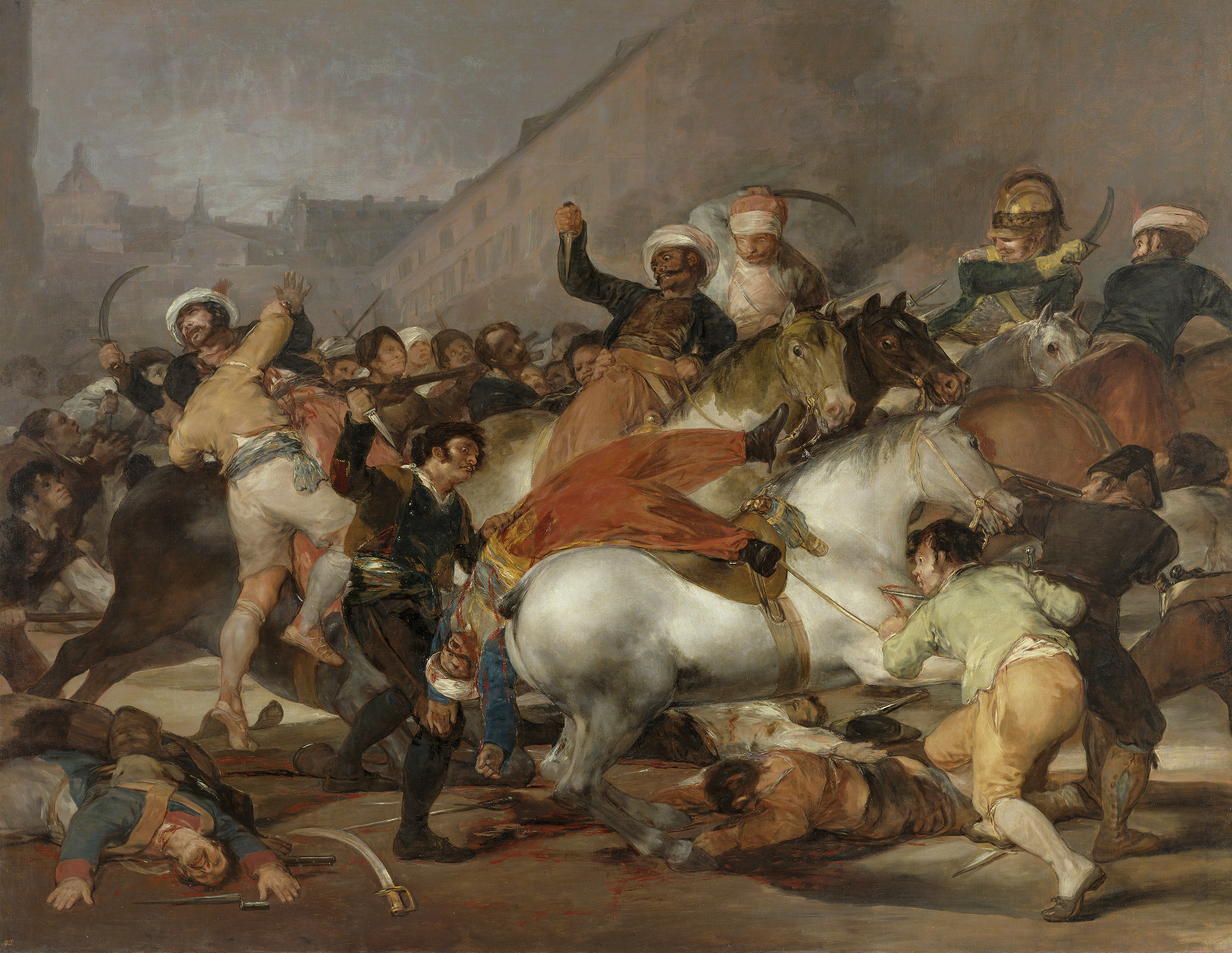
مشهد من ثورة سكان مدريد في 2 مايو 1808 من لوحة للرسام الإسباني فرنسيسكو غويا

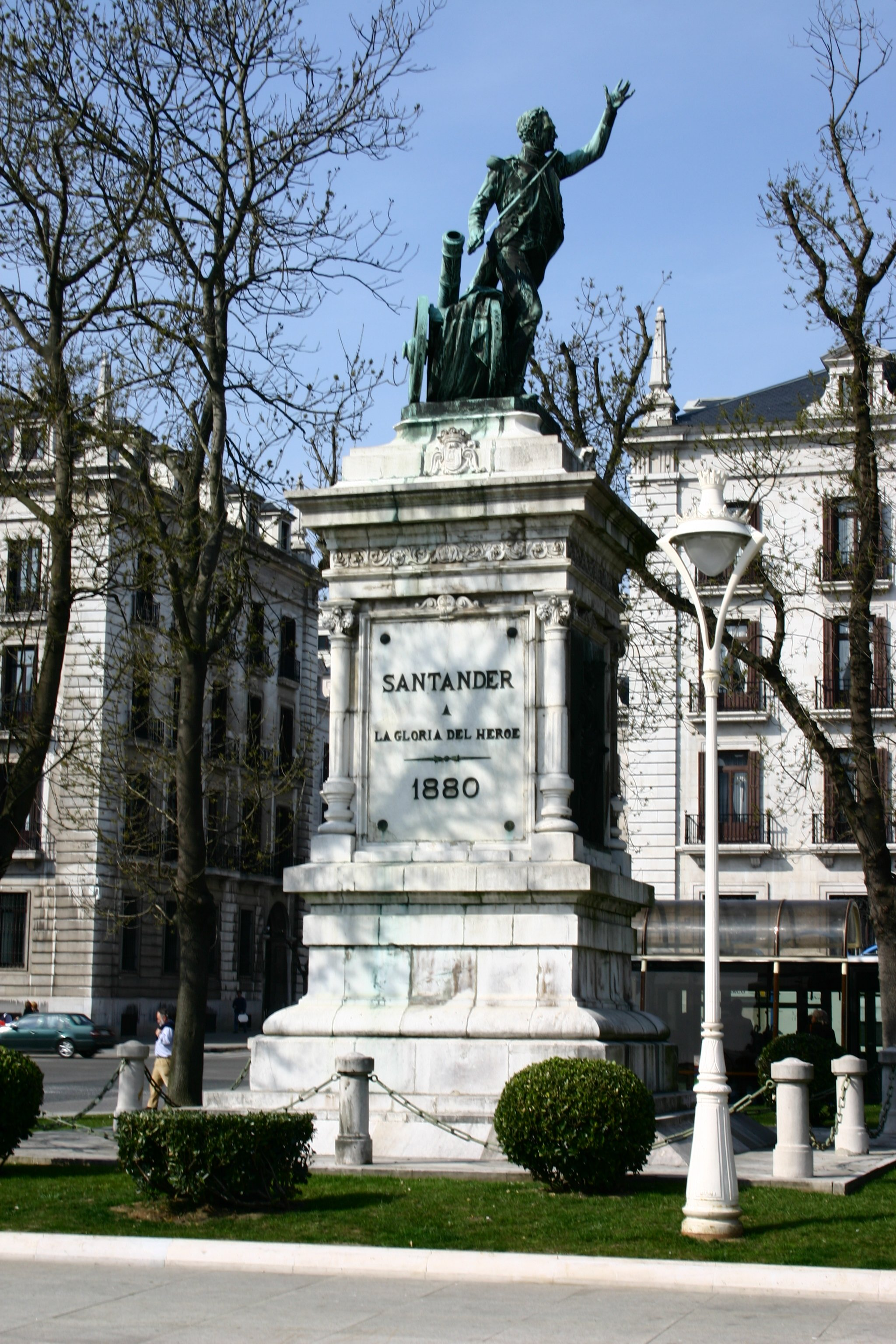
تمثال في سانتاندر ذكرى للقيب المدفعية بيدرو فيلاردي سانتيان وهو بطل كنتبري قتل في حرب الاستقلال الإسبانية في 2 مايو 1808 في مدريد

انتفاضة 2 مايو 1808 (بالإسبانية: Levantamiento del 2 de mayo)‏ هي انتفاضة قام بها سكان مدريد ضد الاحتلال الفرنسي الذي قرره نابليون بونابرت والذي انتشر في كل إسبانيا وتعتبر بداية حرب الاستقلال الإسباني
شاركت فرقة الخيالة الرماحة وفرقة الخيالة المماليك في قمعها.
انها ثورة الخناجر ضذ السيوف والبنادق والمدفعية.
شعارها :ليسقط الفرنسيون
ساهم المارشال مورات ،الملك المستقبلي لنابولي ، في قمعها بقسوة .

## الخلفية

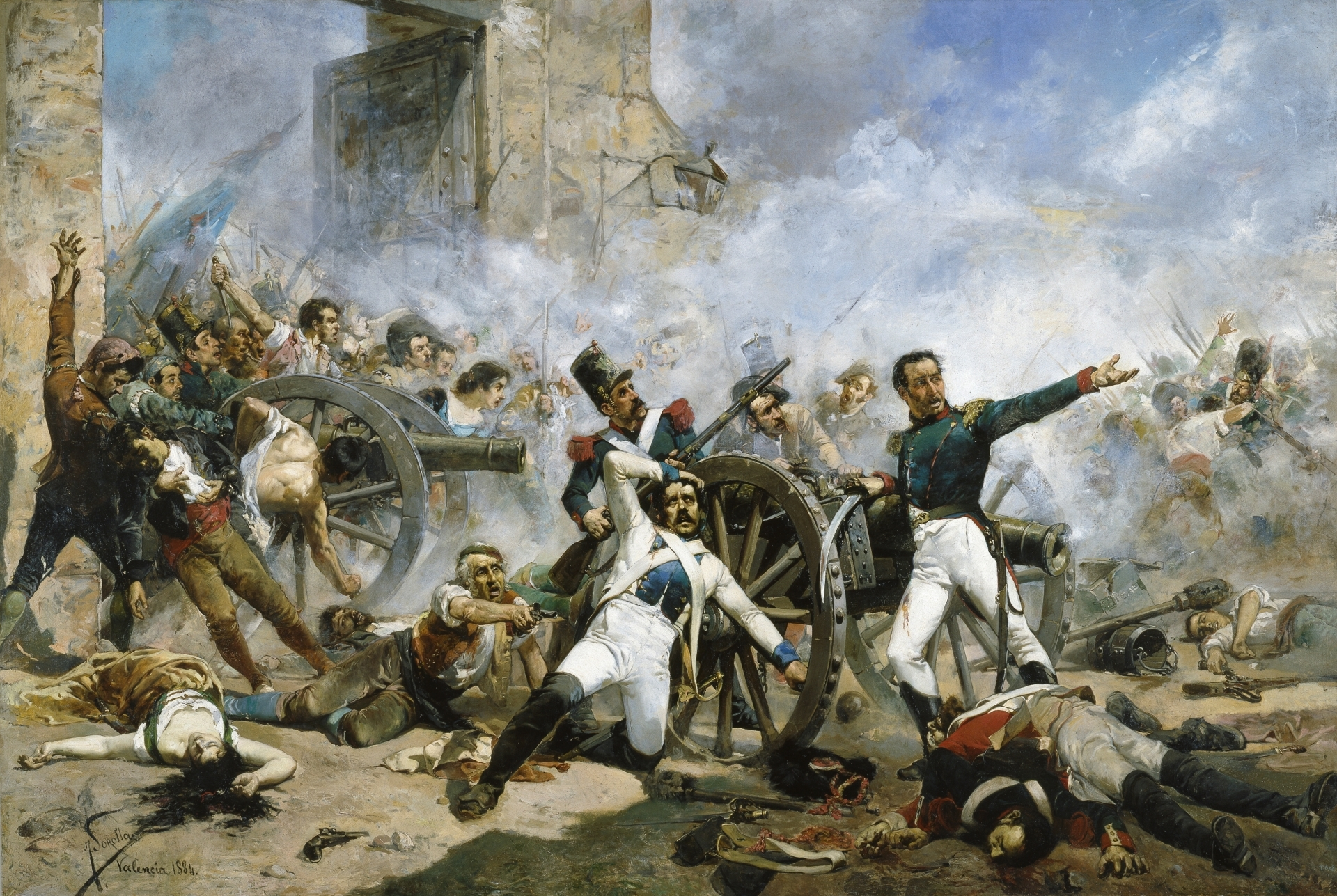
الثاني من مايو 1808: اتخذ بيدرو فيلاردي وقفته الأخير.

كانت المدينة تحت احتلال جيش نابليون منذ 23 مارس من العام نفسه. أجبر الشعب الإسباني الملك كارلوس الرابع خلال تمرد آرنخويث على التنازل عن العرش لصالح ابنه فيرناندو السابع، وفي وقت الانتفاضة كان كلاهما في مدينة بايون الفرنسية بإصرار من نابليون. أثارت محاولة الجنرال الفرنسي يواكيم مورات لنقل ابنته وأطفالها مع الابن الأصغر لتشارلز الرابع إلى بايون تمردًا.

### الجوانب الاجتماعية
كانت انتفاضة 2 مايو من بين انتفاضات الحرب الشعبية العفوية القليلة، والتي انطلقت دون تخطيط مسبق أو تمويل أو قيادة من قبل النخب الحكومية. في حين أن عناصر داخل الجيش الإسباني وبيروقراطية الدولة تصوروا عملًا عسكريًا لطرد الفرنسيين من البلاد، فإن قبضة مورات على مدريد كانت منيعة على المدى القصير. قُبض على اثنين من كبار القادة الذين يرتدون الزي الرسمي في 2 مايو هما: داويز وفيلاردي واي سانتيلان، غير مستعدين لتصرفات العمال الفقراء: كان فيلاردي، وهو كابتن مدفعية يبلغ من العمر 28 عامًا، يخطط سرًا لحملة في مكان آخر من البلاد، لكنه اعتبر الهجوم المباشر على العاصمة الإسبانية غير عملي –في إشارة إلى أصوات إطلاق النار، وانضم إلى القتال على عكس غريزته العسكرية، وهلك وهو يقود الدفاع عن ثكنات المدفعية في مونتيليون.

## بداية الانتفاضة
في 2 مايو بدأ حشد من الناس بالتجمع أمام القصر الملكي في مدريد. دخل هؤلاء المجتمعون إلى أراضي القصر في محاولة لمنع طرد فرانسيسكو دي باولا. أرسل المارشال مورات كتيبة من رماة القنابل من الحرس الإمبراطوري إلى القصر مع مفارز المدفعية. فتحت المدفعية النار على الحشد المتجمع، وبدأ التمرد في الانتشار إلى أجزاء أخرى من المدينة.
ما تلا ذلك كان قتال شوارع في مناطق مختلفة من مدريد حيث واجه السكان غير المسلحين القوات الفرنسية. سرعان ما نقل مورات غالبية قواته إلى المدينة وكان هناك قتال عنيف حول بويرتا ديل سول وبويرتا دي توليدو. فرض المارشال مورات الأحكام العرفية في المدينة وتولى السيطرة الكاملة على الحكم. استعاد الفرنسيون السيطرة على المدينة شيئًا فشيئًا، ومات مئات الأشخاص في القتال. تُصور لوحة الفنان الإسباني غويا، المسماة هجوم المماليك، قتال الشوارع الذي حدث.
كانت هناك قوات إسبانية متمركزة في المدينة، لكنها ظلت حبيسة الثكنات. القوات الإسبانية الوحيدة التي لم تمتثل للأوامر كانت من وحدات المدفعية في ثكنات مونتيليون، والتي انضمت إلى الانتفاضة. وما يزال يُحتفل باثنين من الضباط هما لويس داويس دي توريس وبيدرو فيلاردي واي سانتيلان باعتبارهما من أبطال التمرد. وقد لقي الاثنان حتفهما أثناء الهجوم الفرنسي على الثكنات، عندما انخفضت أعداد المتمردين إلى حد كبير.

## أثر الانتفاضة

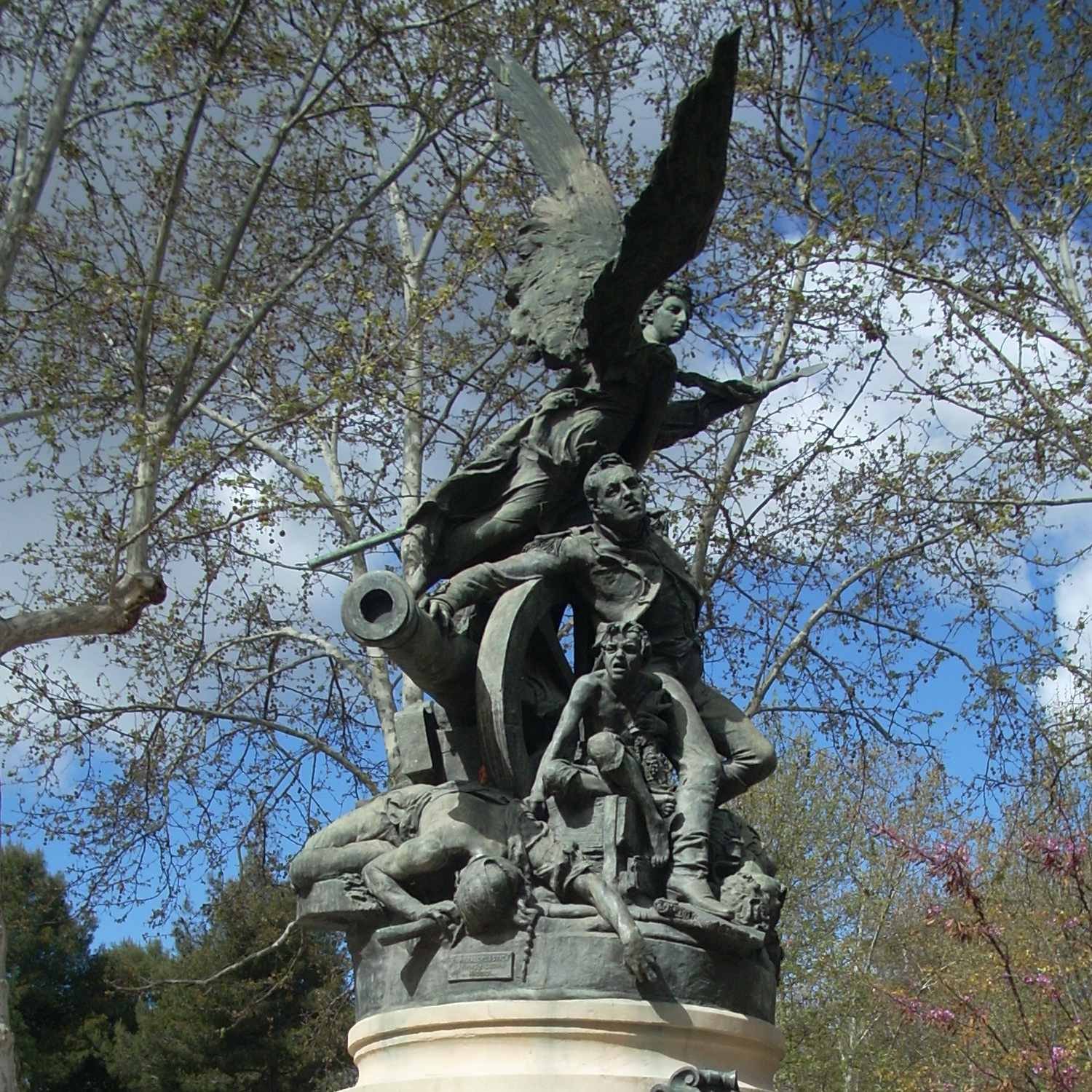
النصب التذكاري لأبطال الثاني من مايو، مدريد

كان القمع الذي أعقب سحق التمرد الأولي قاسيًا. أنشأ مورات لجنة عسكرية مساء 2 مايو برئاسة الجنرال غروشي. أصدرت هذه اللجنة حكمًا بالإعدام على كل من ألقي القبض عليه وبحوزته سلاح. وقال مورات في بيان صدر في ذلك اليوم: «أغوت الثورة والقتل سكان مدريد وسلموا أنفسهم لهما. وسالت الدماء الفرنسية. مطالبةً بالثأر. كل من ألقي القبض عليه يحمل سلاحًا، سيرمى بالرصاص».
مُنعت جميع الاجتماعات العامة وصدر أمر يقضي بتسليم جميع الأسلحة إلى السلطات. أعدِم مئات السجناء في اليوم التالي، وهو مشهد صوره غويا في لوحة شهيرة بعنوان في الثالث من مايو 1808. نظرًا لأن الفرنسيين تعرضوا للهجوم بمجموعة متنوعة من الأسلحة المرتجلة، فقد أطلقوا النار فورًا على أي حرفي وجِد معه مقص القص أو سكاكين المطبخ أو إبر الخياطة أو غيرها من أدوات حرفتهم. لم يتمكن سوى عدد قليل من المدريدين الناطقين بالفرنسية من تجنب الإعدام من خلال التشفع بكلمات مفهومة لجلاديهم.
في 2 مايو أيضًا، في بلدة موستولس القريبة، دفع وصول أخبار القمع خوان بيريز فيلاميل، الذي كان سكرتيرًا للأميرالية ومدعيًا عامًا للمجلس الأعلى للحرب، إلى تشجيع عُمَدتا البلدة، أندريس توريخون وسيمون هيرنانديز، للتوقيع على إعلان حرب لتأليب جميع الإسبان ضد الغزاة. كان اسم هذا الإعلان يعني «فرقة الاستقلال».
أثارت الانتفاضة في مدريد، إلى جانب إعلان جوزيف أخ نابليون ملكًا، المقاومة عبر إسبانيا للحكم الفرنسي. وبينما كان المحتلون الفرنسيون يأملون في أن يظهر قمعهم السريع للانتفاضة سيطرتهم على إسبانيا، أعطى التمرد بالفعل زخمًا كبيرًا للمقاومة. وفي الأسابيع التي تلت ذلك، شهدت مناطق مختلفة من البلد المزيد من التمرد.
يوم الثاني من مايو هو الآن عطلة عامة في منطقة مدريد. المكان الذي كانت توجد فيه ثكنات المدفعية في مونتيليون هو الآن ساحة تسمى ساحة الثاني من مايو، والمنطقة المحيطة بالساحة تُعرف باسم مالاسانيا تخليدًا لذكرى إحدى بطلات الثورة، المراهقة مانويلا مالاسانيا، التي أعدمتها القوات الفرنسية أعقاب الثورة.

توجد العديد من النصب التذكارية لأبطال 2 مايو في جميع أنحاء المدينة، من بينها (النصب التذكاري لأولئك الذين سقطوا من أجل إسبانيا).

لوحة 3 مايو من رسم فرنسيسكو غويا والموجودة في متحف البرادو والتي تمثل الإعدامات الفرنسية للثوار الإسبان في جبل الأمير بيو في 03 مايو 1808.